# Oskar Angeli
Oskar Angeli, operni pevec, baritonist, * 21. oktober 1868, Trst, † 14. april 1929, Trst.
V gledališki sezoni 1903/1904 je nastopal na odru ljubljanske operne hiše kot prvi baritonist. Med drugim je kreiral vlogi Jevgenija Onjegina v istoimenski operi in kralja Vladislava v Smetanovem Daliborju. Kritiki so hvalili njegovo dobro italijansko pevsko šolo, ter sonoren (zveneč, doneč) in lepo oblikovan glas.